# Joel Imasuen
Joel Victor Imasuen (* 27. Oktober 2004 in Atlanta, Georgia) ist ein US-amerikanischer Fußballspieler mit zusätzlicher nigerianischer Staatsangehörigkeit, der vorwiegend als Mittelstürmer eingesetzt wird. Er steht bei Werder Bremen unter Vertrag.

## Karriere
Imasuen spielte als Jugendspieler beim SC Staaken 1919 in Berlin. Danach ging er von 2015 bis 2016 zum Berliner Verein FSV Spandauer Kickers 1975. Von 2016 bis 2021 spielte Imasuen in der Jugend von Hertha BSC in Berlin und war dann für ein Jahr von 2021 bis 2022 bei FC Viktoria 1889 Berlin. Im Juli 2022 wechselte er zur Jugend von Werder Bremen und spielte für die U-19 in der Saison 2022/23 in der Staffel Nord/Nordost der A-Junioren-Bundesliga. Im Juli 2023 stieg Imasuen in die zweite Mannschaft von Werder Bremen, Werder Bremen II (U 23) auf, wo er einen Vertrag bis zum 30. Juni 2024 hat. Imasuen kam am 26. März 2024 in einem Testspiel der Profimannschaft Werder Bremen gegen Hannover 96 zum Einsatz, bei dem er ein Tor erzielte. Am 30. März 2024 stand er unter Ole Werner erstmals beim Bundesligaspiel gegen den VfL Wolfsburg im Spieltagskader und wurde in der 89. Minute eingewechselt. Er spielt regelmäßig in der zweiten Mannschaft als Mittelstürmer in der fünftklassigen Bremen-Liga und erzielte bis Anfang März 2024 25 Tore und war damit zweiterfolgreichster Stürmer nach Maik Łukowicz mit 30 Toren. Sein Ende Juni 2024 auslaufenden Vertrag  wurde im Mai 2024 von Werder Bremen verlängert. Er soll bei den Profis mit trainieren, aber für Spielpraxis überwiegend in der 2. Mannschaft eingesetzt werden. Die zweite Mannschaft wurde Meister der Bremen-Liga und kehrte in der anschließenden Aufstiegsrunde in die Regionalliga Nord zurück. Imasuen erzielte in der Bremen-Liga in 27 Einsätzen 41 Tore.

## Erfolge
- Aufstieg in die Regionalliga Nord: 2024
- Meister der Bremen-Liga: 2024